# Dáil Éireann
L'Assemblea d'Irlanda (in irlandese Dáil Éireann) è la camera bassa dell'Oireachtas (Parlamento) della Repubblica d'Irlanda. La camera alta è invece lo Seanad Éireann.

## Composizione
L'assemblea conta, attualmente, 174 membri. L'elezione avviene tramite suffragio universale una volta ogni 5 anni. Ogni membro del Dáil Éireann è chiamato in irlandese Teachta Dála.

## Funzioni
I poteri del Dáil Éireann sono simili a quelli delle altre camere basse nei sistemi parlamentari bicamerali, è il ramo principale dell'Oireachtas. Ha infatti il potere di approvare leggi e di nominare o rimuovere il Taoiseach (capo del governo).

## Sede
Dal 1922, la sede del Dáil Éireann è a Leinster House, a Dublino.